# Samsas Traum
Samsas Traum (sueño del Samsa) es una banda de música que interpreta en alemán.

## Historia de la banda
Alexander Kaschte comenzó este proyecto con su vieja amiga Simone Stahl y Johannes Welsch, sacando el primer álbum "Die Liebe Gottes" (El amor de Dios). Pero pronto Simone Stahl y Johannes Welsch (por enfermedad) volvían al proyecto.
El nombre de la banda se origina de Gregorio Samsa de la historia La Metamorfosis de Franz Kafka, que comienza diciendo: Al despertar Gregorio Samsa una mañana, tras un sueño intranquilo, encontróse en su cama convertido en un monstruoso insecto..

## Otros
Alexander Kaschte ha hecho otros proyectos como "Kazanian","Auburnmeat","Weena Morloch" y "Miine".
Otros proyectos como "Scherben für Rapunzel" no son libres.
Con "Bis an das Ende der Zeit" ("Hasta el fin del tiempo") Samsas Traum participó en la banda sonora de Saw 2.

## huésped de música

### Tineoidea: Oder die Folgen einer Nacht - Eine Gothicoper in Blutmoll
- Susanne Stitz y Torsten Schneyer (Adversus)
- Alexander Spreng (ASP)
- Chris Pohl y Constance Rudert (Blutengel)
- Max Testory y Elisabeth Kranich (Chamber)
- Johannes Berthold (Illuminate)
- Dirk Riegert (Janus)
- Martin Schindler (Mantus)
- Susanne Stierle (Ophelia's Dream)
- Celine C. Angel (Sanguis Et Cinis)
- Stefan Kroll (Staub)

### Endstation Eden (2004)
- Lucina (Radical Romance)
- acústica (a la extra CD): Myron y Tjorben (Radical Romance)

### a.Ura und das Schnecken. Haus (Aura y la casa del caracol)
- Alf Poier
- Constance Rudert (Blutengel)

### Die Liebe Gottes (El Amor de Dios)
canción:„Sterbende Liebe (amor moribundo) y Satanshimmel voller Geigen (el Cielo de Satanás lleno de violines) 
- Diana Lueger (segundo mujer)

## Álbum
- 1999 Die Liebe Gottes - Eine Märchenhafte Black Metal Operette (alemán: el amor de Dios)
- 2000 Oh Luna Mein (alemán: oh mi luna)
- 2001 Utopia (latín:utopía)
- 2001 Nostalgia (latín)
- 2002 Ipsissima Verba (latín:mismas palabras)
- 2003 Tineoidea (latín)
- 2003 Arachnoidea (latín)
- 2004 Endstation.Eden (alemán)
- 2004 A.Ura und das Schnecken.Haus (alemán: Aura y la casa del caracol)
- 2005 Einer gegen Alle (alemán:uno contra todo)
- 2006 Die Liebe Gottes (reedición, alemán: el amor de Dios)
- 2006 Oh Luna Mein (reedición, alemán: Oh mi luna)
- 2006 Utopia (reedición, latín:utopía)
- 2006 Tineoidea (reedición, latín)
- 2007 Heiliges Herz - Das Schwert deiner Sonne (alemán: Corazón sagrado - La espada de tu sol)
- 2007 Wenn schwarzer Regen (alemán: Cuando lluvia negra)
- 2009 13 Jahre lang dagegen – Anti bis zum Tod
- 2011 Anleitung zum Totsein

- Datos: Q279162
- Multimedia: Samsas Traum / Q279162